# 에밀 자토페크
에밀 자토페크(체코어: Emil Zátopek 듣기 (도움말·정보), 1922년 9월 19일 - 2000년 11월 22일)는 체코의 전 육상 선수로 체코 국가대표로 3번의 하계 올림픽(1948년, 1952년, 1956년)에서 각종 기록들을 세우며 당대 최고의 장거리 달리기 선수로의 명성과 '인간 기관차'라는 별명으로 알려진 체코 육상의 영웅이다. 또한 1951년에는 최초로 20,000m에서 1시간의 장벽을 넘었으며 1954년에는 최초로 10,000m에서 29분의 장벽을 넘은 것은 물론 유럽 육상 선수권 대회에서도 금메달 3개, 동메달 1개를 획득했다.

## 선수 시절
1922년 9월 19일 체코 모라바슬레스코주 코프르지브니체(Kopřivnice)에서 목수의 아들로 태어나 16세 때 신발공장에서 일하던 도중 공장장의 권유로 동네 크로스컨트리대회에 출전하여 100명 가운데 2위를 차지한 이후 체코 육상계를 평정하기 시작했다.
이후 영국 런던에서 열린 1948년 하계 올림픽 10,000미터에서 세계 신기록을 세우며 우승을 기록했는데 특히 10,000미터에서는 단 2경기만에 금메달을 땄으며 5000미터에서는 은메달을 획득하면서 세계적인 선수로 이름을 알렸다.
핀란드 헬싱키에서 열린 1952년 하계 올림픽에서는 갑상선 염증이 심한 상태에서도 참가를 결정한 뒤 5000미터, 10,000미터, 마라톤에서 모두 우승을 차지하면서 육상 장거리 3종목을 석권했는데 더군다나 마라톤은 마지막 순간에 참가를 결정하며 1주일 사이에 3종목에서 모두 올림픽 신기록으로 우승하는 전무후무한 기록을 남겼고 10,000미터에서는 2연속 우승을 차지했다. 
이후 호주 멜버른에서 열린 1956년 하계 올림픽 개막 2주 전 탈장 수술을 받았을 정도로 몸 상태가 최악인 상황 속에서도 참가를 강행하여 마라톤에서 6위를 차지하는 기염을 토했고 그 다음 시즌 육상에서 은퇴했다.
자토페크는 당시 효율적인 주법으로 여겨지던 것과는 전혀 다른 독특한 주법을 사용했는데 달리기를 할 때 머리는 흔히 흔들렸고 얼굴은 힘들어서 찡그린 모습이었으며 윗몸은 좌우로 흔들렸고 달리면서 색색거리며 거친 소리로 숨을 몰아쉬었기 때문에 '인간 기관차'라는 별명을 얻었다.

## 은퇴 이후
체코에서 영웅 대접을 받았고 공산당에서도 영향력 있는 인물이 되었으나 당내 민주화 세력을 지지했다는 이유로 프라하의 봄 이후 각종 직위를 박탈당한 뒤 우라늄 광산에서 강제 노동의 처벌을 받았다가 1990년 동유럽 공산 정권이 붕괴되면서 22년만에 복권되었고 그 후 오랜 병치레 끝에 2000년 11월 22일 프라하에서 78세의 나이로 타계했으며 사후 프라하 국립극장에서 국장으로 치러진 것은 물론 IOC로부터 피에르 드 쿠베르탱 메달을 추서받았다.

## 개인사
자토페크의 부인인 다나 자토프코바(Dana Zátopková) 여사는 남편과 같은 날에 태어나 1952년 하계 올림픽에서 금메달, 1960년 하계 올림픽에서 은메달을 딴 여자 투창계의 전설적인 선수로 이 중 1952년 하계 올림픽에서는 남편이 5000미터에서 금메달 따낸지 1시간 뒤에 여자 투창 경기에서 금메달을 따내며 역사상 최초로 부부가 올림픽에서 같은 날에 금메달을 따내는 전무후무한 기록을 만들어냈으며 남편의 사망 후 20년이 지난 2020년 3월 13일 향년 98세를 일기로 별세했다.